# Len Duncan
Len Duncan, ameriški dirkač Formule 1, * 25. julij 1911, Brooklyn, New York, ZDA, † 1. avgust 1998, Lansdale, Pensilvanija, ZDA.

## Življenjepis
Duncan je pokojni ameriški dirkač, ki je leta 1954 sodeloval na ameriški dirki Indianapolis 500, ki je med letoma 1950 in 1960 štela tudi za prvenstvo Formule 1, in dosegel enaintrideseto mesto. Umrl je leta 1998.